# Acmaeodera ottomana
Acmaeodera ottomana ist ein Käfer aus der Familie der  Prachtkäfer und der Unterfamilie Polycestinae. Die Gattung Acmaeodera ist in Europa mit 25 Arten vertreten, die in drei Untergattungen eingeteilt werden. Acmaeodera ottomana wird zur Untergattung Acmaeotethya gerechnet, die in Europa mit elf Arten vertreten ist. Die Art Acmaeodera ottomana kommt in der Nominatform Acmaeodera ottomana ottomana in Südosteuropa und auf Zypern in der Unterart Acmaeodera ottomana confluens (Baudi 1870) vor. Eine weitere Unterart findet man in Libyen.

## Bemerkungen zum Namen
Der Käfer wurde erstmals 1837 von Frivaldsky unter dem Namen Buprestis ottomana beschrieben. Landessprachlich nennt Friváldszky den Käfer Ozmán pompás (ug. osmanischer Prachtkäfer). Frivaldszky führt an, dass der Käfer bei Byzanz (heute Istanbul) und Philippopol (heute in Bulgarien) gefunden wurde. Der Artname ottomana bezieht sich also auf die Fundorte im Osmanischen Reich, das auch Ottomanisches Reich genannt wurde.
Der Gattungsname Acmaeodera geht auf Eschscholtz 1829 zurück. Er ist von altgr. ακμαίος „akmāīos“ für „kräftig“ und δέρη „dére“ für „Hals“ abgeleitet. Eschscholtz grenzt die Gattung durch das hinten gerade abgeschnittene Halsschild von ähnlichen Gattungen ab.
Der Name der Untergattung Acmaeotethya wurde erst 1979 von Volkovitsh eingeführt. Volkovitsh erklärt den Namen nicht.
Synonyme sind keine bekannt.
| | |
| Abb. 1: Verschiedene Färbungsmuster | |
| | |
| Abb. 2: rechte Seite des Halsschilds Aufsicht, die weiße Pfeilspitze markiert das runde Grübchen seitlich vor der geriffelten Halsschildbasis                                                                           | Abb. 3: Halsschild seitlich mit Pfeilspitzen rot: Riffelung der Halsschildbasis, grün und blau: Vorder- und Hinterende des Halsschildseitenrandes                                                                    |
| | |
| Abb. 4 Halsschild und Flügeldecken in Seitenansicht, schwarze Pfeilspitze auf seitlich vorstehende Einbuchtung des Flügeldeckenrandes                                                                                   | |
| | |
| Abb. 5: Basis der Flügeldecken in Auf- sicht, rechts teilweise koloriert grün: dorsale Punktreihen, gelbgrün: eingeschobene verkürzte Punkt- reihe, blaugrün: innerste der lateralen Punktreihen gelb: Callus humeralis | Abb. 6: Ausschnitt der Seitenansicht einer Flügeldecke, rechts teilweise koloriert weiß: Flügeldeckenrand, grün: äußerste Punktreihe, blau: Randstreifen, gelbe Pfeilspitze auf erhöhten Innenrand des Randstreifens |

## Merkmale des Käfers
Der Käfer wird 5,5 bis 9,8 Millimeter lang. Er gehört innerhalb der Gattung zu den langgestreckten abgeflachten Arten, bei denen die Flügeldecken der Naht entlang nicht im ersten Drittel buckelartig abgewinkelt sind (Abb. 4). Die Flügeldecken des Käfers sind kurz, an der Basis abstehend und nach hinten gekrümmt behaart. Kopf, Halsschild und Unterseite zeigen eine etwas längere und weiche Behaarung.
Der dunkle blaue bis blaugrüne Kopf ist in den Brust eingezogen. Er ist weißlich weich behaart und zeigt mittig eine kaum sichtbare Längslinie. Er ist dicht mit Nabelpunkten besetzt. Die Fühler sind ab dem vierten Glied gesägt und von gleicher Farbe wie der Kopf.
Der Halsschild ist wie der Kopf gefärbt, nahe den Hinterwinkeln kann sich ein kleiner roter Fleck befinden. Der Halsschild hat keine seitlichen Ausstülpungen. Er ist gut eineinhalb mal so breit wie lang und gewölbt. Er ist hinter dem Kopf am schmalsten und verbreitert sich gleichmäßig konvex bis kurz vor der Basis. Hinter der breitesten Stelle verjüngt er sich wieder leicht und ist an der Basis gleich breit wie die Basis der Flügeldecken. An den Seiten ist der Halsschild gerandet. Die Vorderwinkel (in Abb. 3 grüne Pfeilspitze) liegen tiefer als die Hinterwinkel (in Abb. 3 blaue Pfeilspitze) und sind von oben nicht sichtbar. Zwischen ihnen verläuft der Seitenrand wenig geschwungen nach oben bis zur breitesten Stelle des Halsschilds, dahinter flacht seine Steigung sich zu den Hinterwinkeln ab. Die Hinterwinkel sind von oben gut sichtbar und nicht nach unten gebogen, der Seitenrand ist von oben betrachtet nur im hinteren Teil sichtbar  (Abb. 2). Die Basis des Halsschildes ist, typisch für die Gattungen Acmaeodera und Acmaeoderella, kurz längs geriffelt (Abb. 2 und in Abb. 3 rote Pfeilspitze). Ein Längseindruck in der Mitte des Halsschildes ist mehr oder weniger stark ausgebildet. Er ist nahe der Basis in Form eines Grübchens stärker vertieft und nie bis zum Vorderrand durchgehend. Zwischen diesem Eindruck und dem Halsschildseitenrand liegt dem Rand genähert nahe der Basis jeweils ein weiterer flacher und rundlicher Eindruck (in Abb. 2 weiße Pfeilspitze). Die Punktierung des Halsschilds besteht auf der Scheibe aus einfachen Nabelpunkten, zu den Seiten hin sind konzentrische Runzeln ausgebildet.
Ein Schildchen fehlt.
Der Seitenrand der Flügeldecken ist wenig hinter den Schultern leicht eingebuchtet (schwarze Pfeilspitze in Abb. 4) und im Bereich der Einbuchtung der Körperwölbung nach außen folgend aufgebogen. Im hinteren Drittel ist der Außenrand schwach gezähnelt (in Abb. 1 rechts und in Abb. 4 zu erkennen).
Die Flügeldecken erscheinen durch Längsreihen großer grubenartiger Punkte (in Abb. 5 rechts grün zu einer Linie verbunden) gestreift. Zwischen den beiden Punktreihen, die der Flügeldeckennaht am nächsten liegen, ist an der Flügeldeckenbasis eine stark verkürzte Punktreihe (in Abb. 5 gelbgrün) eingeschoben. An die sechs dorsalen Punktreihen schließt sich im Bereich der Schultern eine längliche Erhöhung (Callus humeralis) an, die punktiert  ist (in Abb. 5 rechts gelb). Nach außen folgen auf der abfallenden Seite der Flügeldecke weitere Streifen. Die Intervalle zwischen den Streifen sind eben und fein punktiert, die Punkte auf den Intervallen bilden andeutungsweise mehr als eine Punktreihe pro Intervall. Spinola erwähnt als Besonderheit für die Art, dass an dem äußersten Punktstreifen (in Abb. 6 rechts grün) nach außen anschließend eine Art Kiel (in Abb. 6 gelbe Pfeilspitze) ausgebildet ist. Er kommt dadurch zustande, dass das Randintervall (in Abb. 6 rechts blau getönt) auf der Innenseite am höchsten ist und mit dem nach innen anschließenden Intervall einen stumpfen Winkel bildet.
Die Flügeldecken sind dunkel blaugrün bis schwarz mit scharlachroten Flecken. Diese bilden im Prinzip vier hintereinander liegende und an der Flügeldeckennaht unterbrochene Querbinden, die Zeichnung variiert jedoch stark. Häufig (in Abb. 1 bei beiden Individuen) verschmelzen die ersten drei Flecken zu einem breiten mäandrierenden Band, das sich entlang dem größten Teil der Flügeldecke erstreckt und mehr oder weniger weit nach hinten verläuft. In Abb. 1 fließen beim rechts abgebildeten Individuum der zweite und dritte Fleck teilweise ineinander über, beim links abgebildeten Individuum sind diese beiden Flecken auf der rechten Körperhälfte breit getrennt, auf der linken Körperhälfte berühren sie sich fast. Der dritte und vierte Fleck sind beim rechts liegenden Individuum deutlich getrennt, beim linken Individuum sind sie miteinander verbunden. Andrerseits können die beiden letzten Flecken einer Seite mit den entsprechenden Flecken der Gegenseite ein durchgehendes, über die Flügeldeckennaht reichendes Querband bilden. Die rote Farbe ist häufig so dominierend, dass man die Flügeldecken eher als rot mit einer dunklen Zeichnung wahrnimmt. Als Abgrenzung zu der ähnlich gefärbten Art Acmaeodera quadrifasciata wird angegeben, dass bei quadrifasciata die hinter dem ersten roten Flecken liegende dunkle Fläche den ersten und zweiten Fleck deutlich voneinander trennt, während bei ottomana die beiden ersten Flecken auf der Innenseite verschmelzen.  Obenberger beschreibt die Abarten quadriscamis, bei der nur noch Teile der dritten und vierten Querbinde vorhanden sind, und Korbi, bei der bis auf Reste der dritten Querbinde die Flügeldecken völlig blau sind.
Genitalmorphologisch besitzen die Arten der ottomana-Gruppe im weiblichen Geschlecht einen langen röhrenförmigen Ovipositor, was auf die Ablage der Eier in Ritzen hinweist. Im männlichen Geschlecht zeigen die Geschlechtsorgane mehrere besondere Merkmale (ausführlicher bei Volkovitsh), insbesondere sind die Anhänge an der Spitze des Penis klein und membranös.
Die Beine sind dunkel grünblau und glänzend. Sie sind punktiert und sehr spärlich weißlich flaumig behaart. Alle Tarsen sind fünfgliedrig. Die Schienen der Vorderbeine sind vor den Tarsen verbreitert.

## Biologie
Die wärmeliebenden Tiere fliegen mit geschlossenen Flügeldecken. In Griechenland sind sie in lockeren Buschwäldern der Ebene und tieferer Berglagen zu finden.
Die Larven entwickeln sich in geschwächten oder dürren Ästen verschiedener Laubbäume (Feigen, Prunus, Eichen, Birnen, Mandelbaum). Die erwachsenen Tiere findet man in Griechenland von Ende März bis Mitte Juni auf gelben Blüten und auf Blättern. Sie wurden auch unter der Rinde des Feigenbaums gefunden.

## Vorkommen
Die Art wird als pontomediterrane Art eingestuft. Laut Fauna Europaea kommt der Käfer in Bulgarien, in Griechenland einschließlich den Kykladen und Kreta, in Mazedonien, und dem Nahen Osten vor, in Zypern in der Unterart Acmaeodera ottomana confluens. Die Art kommt jedoch auch in Nordafrika vor, aus Libyen wird die Unterart Acmaeodera ottomana menradi beschrieben.